# Lao

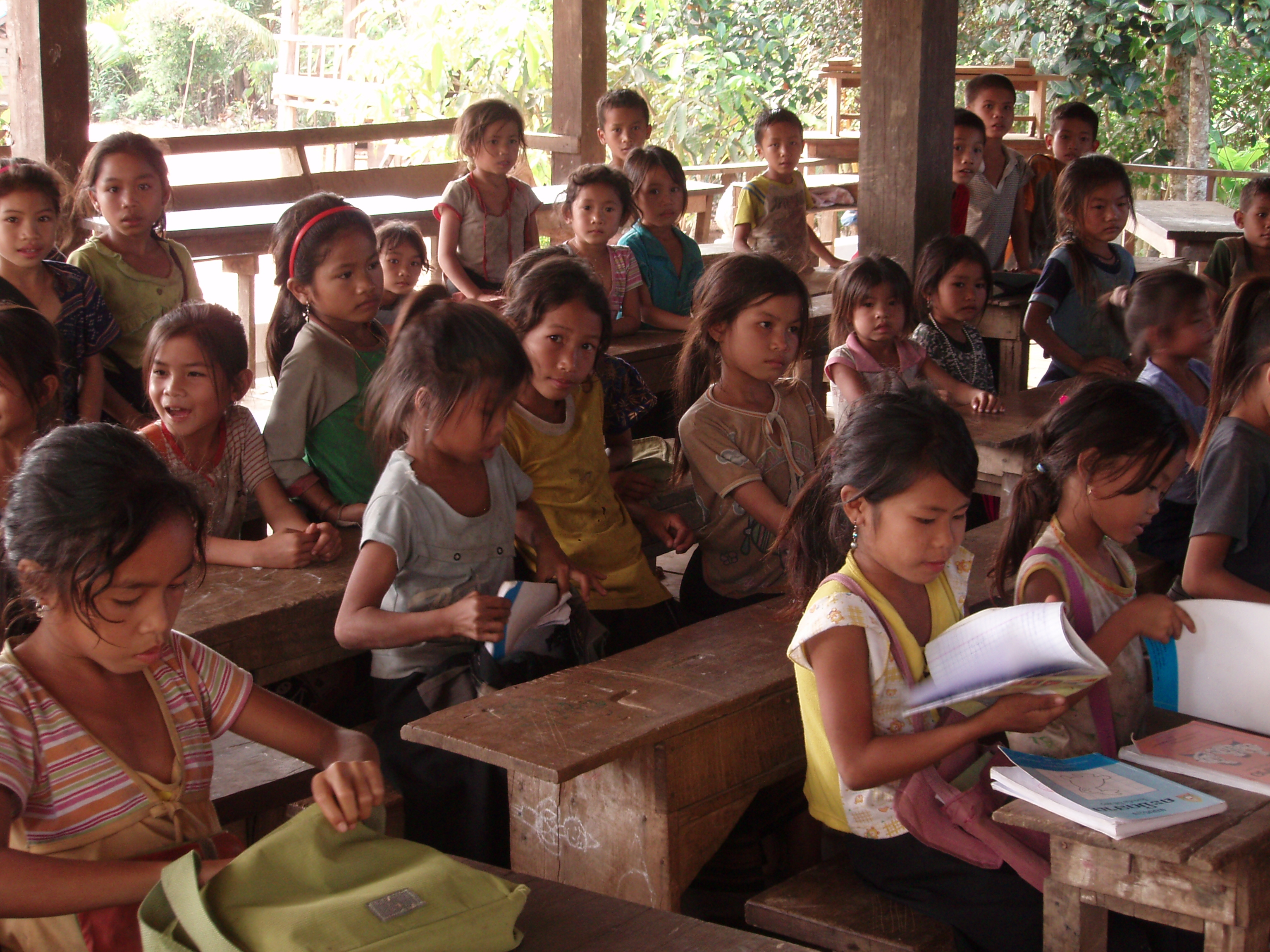
Eine Grundschule eines Dorfes in Nordlaos

Die Lao (Lao: ລາວ, Isan: ลาว, IPA: [laːw], auch Laoten) sind eine ethnische Gruppe im Norden Südostasiens und bilden eine Untergruppe der Tai-Völker. Der Großteil der Lao lebt am mittleren Mekong in Laos und Thailand. Die thailändischen Lao konzentrieren sich auf die Region Isan, obwohl es sehr viele Wanderarbeiter aus Isan in den anderen Teilen Thailands gibt, z. B. in Bangkok. Die Lao sprechen verschiedene Dialekte des Lao und Isan, die beide oft als eine einzige Sprache dargestellt werden. Viele Menschen in Isan ziehen den Begriff „Isan“ für sich selbst vor, da im 20. Jahrhundert eine „Thaiisierungskampagne“ durchgeführt wurde. Trotzdem bestehen immer noch viele kulturelle Verbindungen zwischen den Lao insgesamt. Ein besonderes Merkmal ist das Essen von Klebreis als Grundnahrungsmittel.
Lao (einschließlich Isan) lebten im Jahre 2000 in:
- Thailand etwa 10–15 Millionen,
- Laos etwa 2,6 Millionen,
- Kambodscha etwa 100.000,
- Myanmar etwa 80.000,
- Vietnam etwa 9.600.

## Namen
Angehörige der Lao – ebenso wie die anderer Tai-Völker – nennen sich selbst Tai (Lao: ໄທ, Isan: ไท, IPA: [tʰɑj]), genauer Tai Lao (ໄທລາວ, ไทลาว). Die Namens-Situation im Isan ist komplexer, da es sowohl alte Menschen gibt, die sich selbst Lao nennen, dies aber als eine Kränkung gegenüber den Zentral-Thai angesehen wird. Im Allgemeinen werden sie Khon Isan oder Tai Isan (Lao: ໄທອີສານ, Isan: ไทอีสาน, IPA: [iːsaːn]) genannt, was sie als Einwohner eines Teils von Thailand ausweist – im Gegensatz zu den Lao von Laos. Die Lao in Laos bezeichnen die Lao in Thailand als Tai Isan.
Im 19. Jahrhundert wurden die Tai Yuan oder Khon Müang, die Mehrheitsbevölkerung des damaligen Lan Na (heute Nordthailand), von ihren südlichen Nachbarn in Siam als „westliche Lao“ betrachtet. Aufgrund ihrer Tradition, sich zu tätowieren, wurden sie auch Lao Phung Dam („schwarzbäuchige Lao“) genannt. Die östlichen (eigentlichen) Lao hießen hingegen Lao Phung Khao („weißbäuchige Lao“).

## Geschichte
Die Geschichte der Lao, wie der anderen Tai-Völker, ist gekennzeichnet durch die Müang, Territorien definiert durch persönliche Beziehungen eines Herrschers (Chao) zu umliegenden Siedlungen, die ihre Landrechte von ihm erhielten.
Der Ursprung des Namens Lao ist nicht bekannt, doch lange vor dem 13. Jahrhundert wurden am Mekong und auf dem Khorat-Plateau kleine Müang errichtet, aus denen sich die eigenständige Lao-Identität entwickelte. Die Invasion der Mongolen bot eine Gelegenheit für die Expansion der Tai-Völker, unter ihnen den Lao, die eine kleine Stadt der Khmer übernahmen: Mueang Swa. Die Gegend, später Luang Prabang genannt, wurde zum historischen Kernland der Lao. Fa Ngum (reg. 1357 bis 1371) weitete den Einfluss des Reiches bis nach Vientiane aus und nannte das Reich Lan Xang. Dies wird als erstes Reich der Lao angesehen.
Ab 1574 lag das Reich unter dem Einfluss von Birma. 1707/1713 fiel Lan Xang in drei Teilreiche auseinander, die zunehmend unter den Einfluss Siams kamen. 1893 wurde ein Territorium namens Laos von der französischen Kolonialverwaltung errichtet.
In neuerer Zeit wurden die Lao dann durch Grenzziehung in mehrere Staaten aufgeteilt. Der Bruch wurde offiziell durch französisch-siamesische Abkommen von 1893 und 1904, welche die Grenze zwischen Siam und Französisch-Indochina zwischen Isan und Laos festlegten. Der Mekong, bis dahin zentrale Verbindungsachse und Lebensader der Lao-Länder, wurde zum Grenzfluss.
Siehe auch: Geschichte Laos’, Geschichte Thailands, Shan-Staat, Völker Vietnams